# Леметь
Леметь (рос. Леметь) — село у складі Ардатовського району Нижньогородської області. Входить до складу робітничого селища Ардатов.

## Географія
Село розташоване на річці Леметь — притоці Теші, за 5 км на північ від Ардатова, висота над рівнем моря 141 м. Найближчі населені пункти — Обход за 2 км на південний захід, Ужовка за 2 км на північний захід і Шпага за 2,3 км на північний схід.

## Населення
| 1999 | 2002 | 2010 |
| ---- | ---- | ---- |
| 442  | ↘337 | ↘236 |